# Simone Zanchini

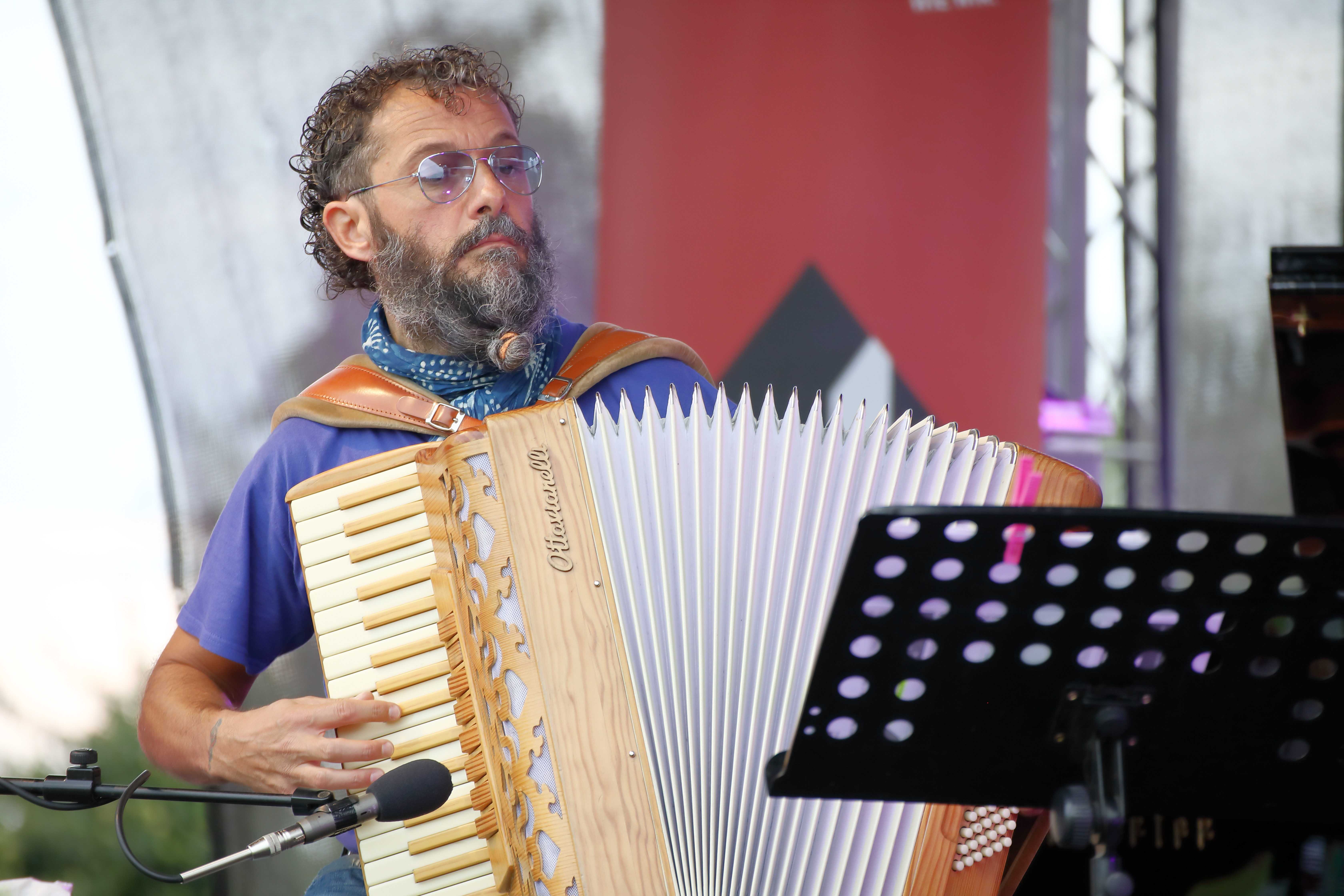
Simone Zanchini auf dem INNtöne Jazzfestival 2020

Simone Zanchini (* 1973 in San Leo) ist ein italienischer Akkordeonist, der sowohl im Jazz und der Neuen Improvisationsmusik als auch in der Klassik hervorgetreten ist. Er gilt als „einer der interessantesten und innovativsten Akkordeonspieler der internationalen Szene.“

## Wirken
Zanchini absolvierte sein Studium des klassischen Akkordeons am Rossini-Konservatorium in Pesaro bei Sergio Scappini mit Auszeichnung. Weiterhin baute er auf den Errungenschaften von Frank Marocco und Art Van Damme auf und wendete sich dem Ethno-Jazz zu. Es folgte eine intensive Konzerttätigkeit mit Gruppen in verschiedenen Genres (Improvisation, zeitgenössische Musik, Jazz und Klassik) und Künstlern wie Gianluigi Trovesi, Javier Girotto, Marco Tamburini, Massimo Manzi, Tamara Obrovac, Paolo Fresu, Antonello Salis, Han Bennink, Bruno Tommaso, Ettore Fioravanti, Mario Marzi (Milonga del Angel 2008), Michele Rabbia, Bill Evans, Jim Black oder Thomas Clausen. Seit 1999 arbeitet er mit den Solisten des Orchesters der Mailänder Scala zusammen, mit denen er mehrfach in der ganzen Welt tourte. Auch ist er bei wichtigen Festivals wie Clusone Jazz, Umbria Jazz, Tivoli Jazz, Sant’Anna Arresi oder Siena Jazz aufgetreten.
Seit 1995 hat Zanchini etwa 20 Alben aufgenommen, darunter Bebop Buffet (Wide Sound 2006) im Duo mit Frank Marocco. 2009 experimentierte er auf dem Album Meglio solo! (Silta Records) experimentierte er mit den klanglichen Möglichkeiten eines Midi-Akkordeons, Live-Elektronik und Laptops. Für einen kräftigeren Sound verdoppelte er das 16′-Register im Cassotto im Diskant. Seinem Vorbild Art Van Damme widmete er das Album Fuga per Art 5et (Dodici Lune Records, 2009). Für Bassoprofilo (2011) arbeitete er mit Giovanni Tommaso und Gabriele Mirabassi zusammen. Mit seinem Album My Accordion’s Concept erweiterte Zanchini mit radikalen Improvisationen für akustisches Akkordeon und Live-Elektronik die Ausdrucksmöglichkeiten des Akkordeons. 2015 interpretierte er auf Casadei Secondo me (Stradivari) mit dem Mitteln des Jazz die traditionellen Melodien von Secondo Casadei. Das Album Don't Try This Anywhere macht Anleihen bei Michael Breckers Grammy-prämierten Solo-Album Don't Try This at Home von 1988 und wurde in Italien mit dem Orpheus Preis 2016 als bestes Album des Jahres ausgezeichnet. Mit der hr-Bigband unter der Leitung von David Grottschreiber spielte er Filmmusiken von Nino Rota in Jazz-Arrangements von Jörg Achim Keller. Er tourte auch mit Angelika Niescier und Stefano Senni (Now, 2015); seit 2019 gehört er zudem zum Adrabesca Quartet des slowenischen Saxophonisten Vasko Atanasovski, mit dem er zuvor bereits in anderen Gruppen zusammenarbeitete.
Daneben lehrte Zanchini auch auf Workshops.

## Diskographische Hinweise
- Ratko Zjača, Simone Zanchini The Way We Talk (In + Out Records 2010, mit Martin Gjakonovski und Adam Nussbaum)
- My Accordion’s Concept (Silta Records 2012)
- Don't Try This Anywhere (In + Out Records 2015, mit Stefano Bedetti, Ratko Zjača, John Patitucci, Adam Nussbaum)
- Simone Zanchini & Frankfurt Radio Big Band Play the Music of Nino Rota (In + Out Records 2019)